# Rudolf Scharfetter
Rudolf Scharfetter (* 20. Februar 1880 in Salzburg, Österreich-Ungarn; † 26. September 1956 in Graz) war ein österreichischer Botaniker und Pflanzengeograph.

## Leben
Rudolf Scharfetter kam 1880 als Sohn des k. u. k. Postkontrollors Josef Scharfetter zur Welt. Die Vorfahren der väterlichen Linie stammten dabei aus dem Salzburgischen, die Vorfahren der mütterlichen Linie aus Niederbayern. Ab dem Alter von 10 Jahren besuchte er von 1890 bis 1898 das k. u. k. Staatsgymnasium in Salzburg. Anschließend schrieb er sich 1898 in Wien für Germanistik ein. Diesem Studium blieb er jedoch nur wenige Monate verbunden und wandte sich stattdessen den Naturwissenschaften zu, genauer: der Biologie. Zu seinen Lehrern gehörten u. a. die Botaniker Richard Wettstein und Julius Wiesner, der Zoologe Karl Grobben, der Mineraloge Gustav Tschermak und der Geologe Eduard Suess. Der ursprünglich als Doktorvater avisierte Wettstein konnte aufgrund einer Forschungsreise in Brasilien diese Aufgabe nicht übernehmen, so dass Scharfetter stattdessen mit seiner Arbeit „Zur Morphologie der Doridier“ bei Grobben über marine Nacktschnecken promovierte. Die Promotion zum Dr. phil. erfolgte am 1. Juli 1902, ein Jahr später am 20. Juni 1903 absolvierte er erfolgreich die Lehramtsprüfung für Mittelschulen ab. Sein Hauptfach war die Naturgeschichte, seine Nebenfächer Mathematik und Physik. Während seines Studiums wurde er 1898 Mitglied der Landsmannschaft der Salzburger Wien.
1902–1904 wurde Scharfetter Supplent, d. h. Hilfslehrer, für Naturwissenschaften, Physik und Mathematik am Staatsgymnasium in Klagenfurt. 1904 wurde er als wirklicher Lehrer an das Staatsgymnasium in Villach versetzt. In Villach erfolgten der Beginn seiner wissenschaftlichen Tätigkeiten und der Wandel vom Zoologen zum Pflanzengeographen. Zudem heiratete er dort Helene von Zsàk, mit der in den Folgejahren einen Sohn und drei Töchter zeugte.
1911 kam es zur Ernennung zum Professor der II. Staatsrealschule in Graz, wo er ab 1919 auch für lange Jahre Direktor wurde. 1913 habilitierte er an der Karl-Franzens-Universität Graz bei Karl Fritsch. 1921 wurde er Universitätsprofessor in Graz und Verfasser von grundlegenden Arbeiten über die alpine Vegetation. Kurz nach dem Ersten Weltkrieg gehörte er an der Universität Graz gemeinsam mit Hans Benndorf, Karl Linsbauer, Bernhard Seuffert, Karl Polheim und Heinrich von Srbik zudem einer Kommission an, die sich mit der Gleichstellung von Mann und Frau in der akademischen Welt, genauer: hinsichtlich der Habilitation, auseinanderzusetzen hatten. Ab 1924 hatte er einen Lehrauftrag für Methodik des Naturgeschichteunterrichts. 1937 erfolgte zusätzlich die Ernennung zum Landesschulinspektor für die Mittelschulen Steiermarks, später erfolgten noch die Mitgliedschaft im Reichsprüfungsamt für das Lehramt an höheren Schulen (1941) und die Ernennung zum Direktor der Lehramtsprüfungkommission an der Grazer Universität.
Scharfetter starb am 26. September 1956. Ihn habe laut Nachruf „ein sanfter Tod am Schreibtisch ereilt“. Obwohl er sich eine Beerdigung „in aller Stille“ gewünscht habe und es auch keine kurzfristige Todesanzeige gab, versammelte sich bei seiner Beisetzung auf dem St.-Leonhard-Friedhof in Graz am 28. September 1956 eine große Trauergemeinde. Dabei hielt u a. Josef Matl, Dekan der Philosophischen Fakultät der Universität Graz, eine Trauerrede.

## Mitgliedschaften
Aufgrund seiner wissenschaftlichen Aktivität war Scharfetter Mitglied in einer Reihe wissenschaftlicher Gesellschaften. Das umfasst die Forstwissenschaftliche Gesellschaft Finnlands als korrespondierendes Mitglied (ab 1924), die Zoologisch-Botanische Gesellschaft in Wien als Ehrenmitglied (1951), den Naturwissenschaftlichen Verein für Steiermark und den Naturwissenschaftlichen Verein für Kärnten (beide ab 1955) sowie die Pflanzengeographische Gesellschaft Schwedens als korrespondierendes Mitglied (1955).

## Auszeichnungen
Scharfetter erhielt 1928 das Goldene Ehrenzeichen für Verdienste um die Republik Österreich. 1931 wurde ihm der Titel Hofrat verliehen, nach dem Erreichen der Altersgrenze erfolgte 1950 die Ernennung zum Honorarprofessor. 1956 wurde ihm die Ehrenpräsidentschaft über die 11. Internationale Pflanzengeographische Exkursion (IPE) übertragen, die durch die Ostalpen führte.
In einem Nachruf wurde er als „ohne Zweifel der letzte große österreichische Pflanzengeograph alter Schule“ bezeichnet.

## Veröffentlichungen (Auswahl)
- Lehrbuch der Pflanzenkunde für die unteren Klassen der Mittelschulen, Wien : Deuticke, 1913
- Die Einheitsmittelschule nach Grazer Typus, Graz : Leykam-Verlag, 1926
- Alpenpflanzen, Bielefeld : Velhagen & Klasing, 1927
- Lehrbuch der Pflanzenkunde für die unteren Klassen der Mittelschulen, 5. Aufl., Im Wesentl. unveränd. Abdr. d. 3. Aufl., Wien : F. Deuticke, 1929
- mit Hubert Schmut: Lehrbuch der Botanik für die 5. Klasse der Mittelschulen, Wien : Deuticke, 1932
- mit Andreas Thurner: Lehrbuch der Tierkunde für die unteren Klassen der Mittelschulen, Wien : Deuticke, 1932
- Die Vegetationsverhältnisse der Gerlitzen in Kärnten, Wien ; Leipzig : Hölder-Pichler-Tempsky, 1932
- Das Pflanzenleben der Ostalpen, Wien : Deuticke, 1938
- Pflanzenschicksale, Wien : Deuticke, 1952
- Biographien von Pflanzensippen, Wien : Springer, 1953
- mit Hans Reiter (als Hrsg.): Naturgeschichtliche Lehrwanderungen in der Heimat : Ein Behelf f. Lehrer, Schüler u. Naturfreunde, Graz : Leykam, o. J.